# Sheikhat de Shaib
Pour les articles homonymes, voir Shaib.

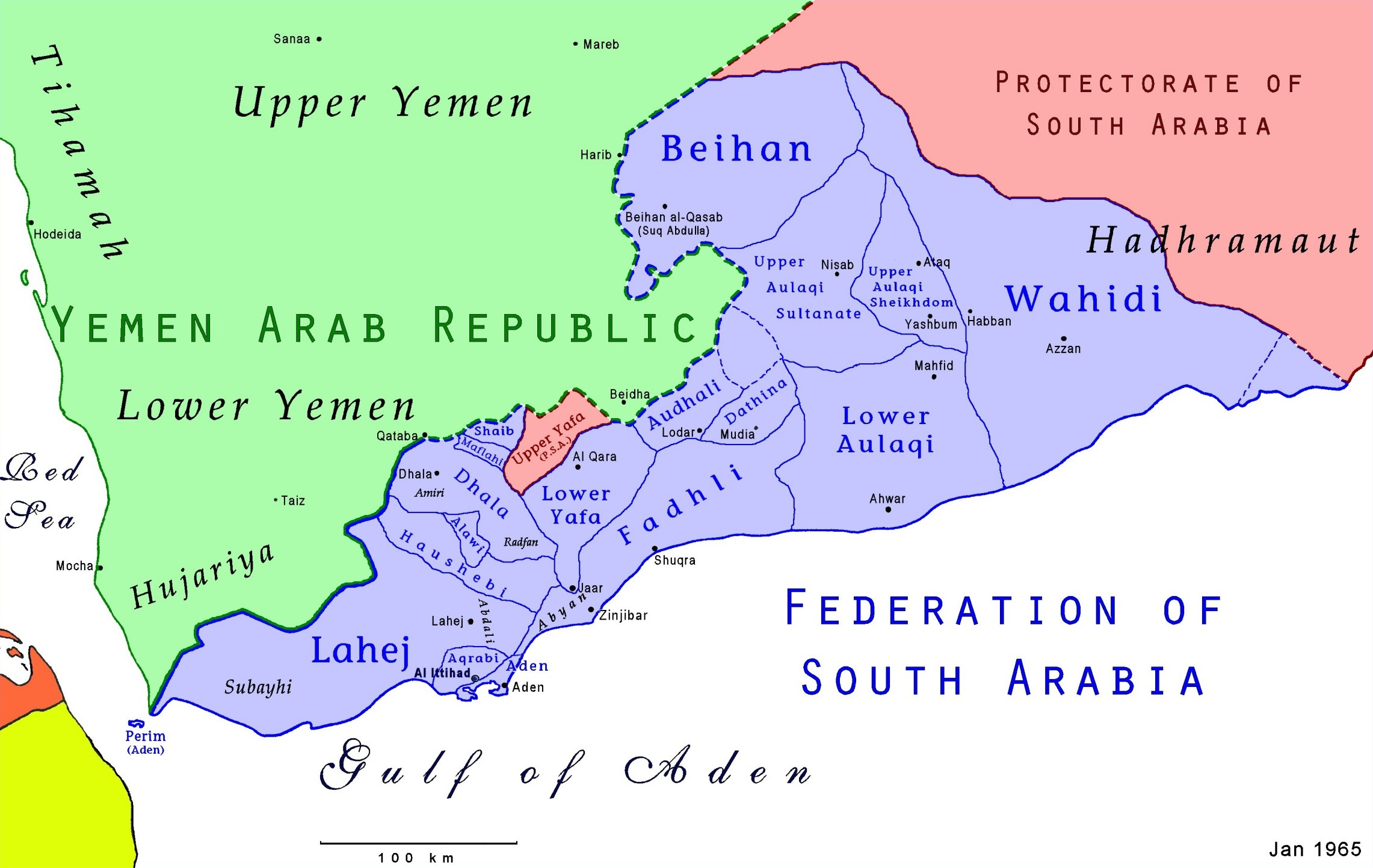
Carte de la fédération d'Arabie du Sud

Shaib (en arabe : شعيب Shuʿayb), ou le sheikhat de Shaib (en arabe : مشيخة الشعيب Mashyakhat ash-Shuʿayb), a été un État indépendant qui a fini par intégrer le protectorat britannique d'Aden, la fédération des émirats arabes du Sud, et son successeur, la fédération d'Arabie du Sud, aujourd'hui en république du Yémen. 
Son dernier cheikh, Yahya Mohamed Al-Al-Kholaqi Saqladi, est décédé à Jeddah en Arabie saoudite, en juillet 2001. Il avait été exilé en 1967 à la fondation de la république démocratique populaire du Yémen du Sud.

## Liste des souverains
Les dirigeants du sheikhat de Shaib avaient le titre de Shaykh Sha`ib.
- vers 1850 - 1880 Mani` al-Saqladi
- 1880 - 1915 `Ali ibn Mani` al-Saqladi
- 1915 - 1935 Mutahhar ibn Mani` al-Saqladi
- 1935 - 1948 Muhammad ibn Muqbil al-Saqladi
- Août 1948 - 1954 Kassem ibn Mused ibn Ali al-Saqladi
- 1955 - 30 mars 1963 Yahya ibn Muhammad al-Saqladi
- 1963 - 7 juillet 1965 Nashir ibn `Abd Allah al-Saqladi (décédé en 1965)
- 10 juillet 1965 - juin 1967 Yahya ibn Mohamed Al Kholaqi al-Saqladi